# بيرت مورغان
بيرت مورغان (6 ديسمبر 1885 - 25 فبراير 1959) (بالإنجليزية: Bert Morgan)‏ هو لاعب كريكت بريطاني وبريطاني (وحمل سابقاً جنسية المملكة المتحدة لبريطانيا العظمى وأيرلندا).